# Ernst Heinrich Peez
Ernst Heinrich Peez (* 14. Dezember 1846 in Mainz; † 5. Februar 1923) war ein deutscher Reichsgerichtsrat.

## Leben
Peez wurde 1867 in Gießen promoviert. Im selben Jahr wurde er auf den hessischen Landesherrn vereidigt. 1871 wechselte er die Staatsangehörigkeit und er wurde  Staatsprokurator in Elsaß-Lothringen. 1879 ernannte man ihn zum Landrichter. 1880 beförderte man ihn zum Landgerichtsrat. 1890 wurde er zum Oberlandesgerichtsrat ernannt. 1900 kam er von Colmar an das Reichsgericht. Er war im  II. Zivilsenat tätig. Er trat am Neujahrstag 1912 in den Ruhestand.

## Quelle
- Adolf Lobe: Fünfzig Jahre Reichsgericht am 1. Oktober 1929, Berlin 1929, S. 368.